# Список глав государств в 951 году
Список глав государств в 950 году — 951 год — Список глав государств в 952 году — Список глав государств по годам

## Азия
- Аббасидский халифат — Абуль-Касим аль-Мути, халиф (946 — 974); Муизз ад-Даула, амир аль-умара (945 — 967)
  -  Буиды —
    - Ирак — Муизз ад-Даула, султан (945 — 967)

  -  Хамданиды — 
    - Насир ад-даула эл-Хасан, эмир (Аль-Джазира) (929 — 967)
    - Сайф ад-Даула Али, эмир (Алеппо) (945 — 967)
- Абхазское царство — Георгий II, царь (ок.916 — ок. 960)
- Армения (Анийское царство) — Абас I, царь (ок. 929 — 953)
- Васпураканское царство — Дереник-Ашот (Ашот III), царь (943 — ок. 958)
- Вайтхали[англ.] — 
  - Тинкха Тенг Санда, царь[англ.] (935 — 951)
  - Чула Тенг Санда, царь[англ.] (951 — 957)
- Вьетнам (Династия Нго) — 
  - Нам Тан Выонг, король (950 — 954)
  - Тхьен Шать Выонг, король (950 — 965)
- Грузия —
  - Кахетия — Квирике II, князь[англ.] (929 — 976)
  - Тао-Кларджети — Ашот II, куроплат (937 — 954)
    - Адарнас V, магистр (Тао) (945 — 961)
    - Сумбат II, эристави (Кларджети) (943 — 988)

  - Тбилисский эмират — Мансур бен Джаффар, эмир (914 — 952)
- Дали — Дуань Сылян, король (945 — 951)
- Индия —
  - Венги (Восточные Чалукья) — Амма II, махараджа (947 — 970)
  - Гурджара-Пратихара — Девпала, махараджа (948 — 954)
  - Западные Ганги — Бутуга II, махараджа (938 — 961)
  - Камарупа — Ратна Пала, махараджадхираджа[англ.] (920 — 960)
  - Качари[англ.] — Прасанто, царь[англ.] (925 — 1010)
  - Кашмир — Кшемагупта, царь[нем.] (950 — 958)
  - Пала — Гопала II, царь (940 — 960)
  - Парамара[англ.] — Сияка II, махараджа[англ.] (948 — 974)
  - Раштракуты — Кришнараджа III, махараджадхираджа (939 — 967)
  - Харикела (династия Чандра) — Шричандра, махараджадхираджа[англ.] (930 — 975)
  - Чола — Гандарадитья, махараджа (950 — 956)
  - Ядавы (Сеунадеша) — Вадуги I, махараджа (950 — 970)
- Индонезия —
  - Матарам (Меданг) — Шри Исияна Тунггавийя, шри-махараджа (947 — 985)
  - Сунда — Прабу Реси Атмаядарма, король (942 — 954)
- Иран —
  -  Буиды —
    - Джибал — Рукн ад-Даула, эмир (935 — 977)
    - Керман и Фарс — Адуд ад-Даула, эмир (949 — 983)

  -  Зияриды — Захир ад-даула Абу Мансур Вушмагир, эмир (935 — 967)
  -  Салариды — Марзубан ибн Мухаммад, эмир (941 — 957)
  -  Саманиды — Нух I, эмир (943 — 954)
  -  Саффариды — Абу Джафар ибн-Лейс, эмир (922 — 963)
  -  Табаристан (Баванди) — Рустам II, испахбад (946 — 965)
- Йемен —
  -  Зийядиды — Абу'л-Яш Исхак ибн Ибрагим, эмир (904 — 981)
  - Яфуриды — Мухаммад II ибн Ибрахим, имам (944 — 956)
- Караханидское государство — Сатук Богра-хан, хан (920 — 955)
- Китай (Эпоха пяти династий и десяти царств) —
  -  Поздняя Чжоу — Тай-цзу (Го Вэй), император (951 — 954)
  -  Поздняя Шу — Мэн Чан, император (934 — 965)
  -  У Юэ — Цянь Чу, король[англ.] (947 — 978)
  -  Цзиннань — Гао Баожун, король[англ.] (948 — 960)
  -  Чу — 
    - Ма Сичун, король[англ.] (950 — 951)
    - Лю Янь, король[англ.] (951 — 953)

  -  Южная Тан — Юань-цзун (Ли Цзин), император (943 — 961)
  -  Южная Хань — Чжун-цзун (Лю Шэн), император (943 — 958)
- Кхмерская империя (Камбуджадеша) — Раджендраварман II, император (944 — 968)
- Корея (Корё)  — Чонджон, ван (949 — 975)
- Ляо — 
  - Ши-цзун (Уюй), император (947 — 951)
  - Му-цзун (Шулюй), император (951 — 968)
- Паган — Теинхко, король[англ.] (934 — 956)
- Раджарата (Анурадхапура) — Даппула V, король (940 — 952)
- Тямпа — Индраварман III, князь (918 — 959)
- Шеддадиды (Двинский эмират) — Мухаммад ибн Шаддад, эмир (951 — 971)
- Ширван — Мухаммед III ибн Йазид, ширваншах (948 — 956)
- Япония — Мураками, император (946 — 967)

## Африка
- Гао — Нгару Нга Дам, дья (ок. 940 — ок. 970)
- Берегватов Конфедерация — Абу аль-Ансар Абдалла, король (ок. 917 — ок. 961)
- Идрисиды — Абу-л-Айш Ахмад ибн Касим, халиф Магриба (949 — 954)
- Канем — Катури, маи (942 — 961)
- Макурия — Кабил, царь (ок. 943 — ок. 958)
- Некор[англ.] — Юртум ибн Ахмад, эмир[англ.] (947 — 970)
- Сиджильмаса — Мухаммад IV аш-Шакир, эмир (933 — 958)
- Фатимидский халифат — Аль-Мансур Биллах, халиф (946 — 953)
- Эфиопия — Татадим, император (919 — 959)

## Европа
- Англия — Эдред, король (946 — 955)
  - Йорвик — Олаф II Кваран, король (941 — 944, 949 — 952)
- Болгарское царство — Петр I, царь (927 — 969)
- Бургундское королевство (Арелат) — Конрад I Тихий, король (937 — 993)
  - Вьенн — Карл Константин, граф (931 — 962)
  - Прованс — Бозон II, граф (949 — ок. 966)
- Венгрия — Файс, князь (надьфейеделем) (ок. 947 — 955)
- Венецианская республика — Пьетро III Кандиано, дож (942 — 959)
- Византийская империя — Константин VII Багрянородный, император (913 — 920, 945 — 959)
- Волжская Булгария — Абдуллах ибн Микаил, хан[англ.] (ок. 950 — ок. 970)
- Восточно-Франкское королевство (Германия) — Оттон I Великий, король (936 — 973)
  - Бавария — Генрих I, герцог (947 — 955)
  - Голландия — Дирк II, граф (ок. 939 — 988)
  - Лотарингия — Конрад I Рыжий, герцог (ок. 944 — 953)
  - Намюр — Роберт I, граф (ок. 924 — ок. 974)
  - Саксония — Оттон I Великий, герцог (936 — 961)
  - Саксонская Восточная марка — Геро I Железный, маркграф (937 — 965)
  - Чехия — Болеслав I Грозный, князь (935 — ок. 967)
  - Швабия — Людольф, герцог (950 — 954)
  - Эно (Геннегау) — Ренье III, граф (ок. 940 — 958)
- Гасконь — Санш V Санше, герцог (ок. 950 — 961)
  - Фезансак — Гильом Гарсия де Фезансак, граф (ок. 926 — ок. 960)
- Дания — Горм Старый, король (ок. 948 — 958)
- Западно-Франкское королевство — Людовик IV Заморский, король (936 — 954)
  - Аквитания — Раймунд II, герцог (936 — 955)
  - Ампурьяс — Госфред I, граф (931 — 991)
  - Ангулем — Гильом III, граф (950 — 962)
  - Анжу — Фульк II Добрый, граф (942 — 958)
  - Барселона — Боррель II, граф (947 — 992)
  - Бесалу — Вифред II, граф (927 — 957)
  - Бретань — Ален II Кривая Борода, герцог (937 — 952)
  - Булонь — Арнульф I, граф (935 — 964)
  - Бургундия — Гуго Черный, герцог (923 — 952)
  - Вермандуа — Альберт I Благочестивый, граф (946 — 987)
  - Готия — Раймунд II, граф Руэрга, маркиз (ок. 935 — ок. 961)
  - Каркассон — Арсинда, графиня (934 — ок. 957)
  - Конфлан — Сунифред II, граф (927 — 968)
  - Мо — Роберт I, граф (946 — 966)
  - Мэн — Гуго II, граф (ок. 940 — 980/992)
  - Нант — Ален II, граф (937 — 952)
  - Нейстрийская марка — Гуго Великий, маркиз (922 — 956)
  - Нормандия — Ричард I Бесстрашный, герцог (942 — 996)
  - Овернь[англ.] — Гильом III, граф (950 — 963)
  - Пальярс —
    - Рамон II, граф (948 — ок. 995)
    - Боррель I, граф (948 — ок. 994)
    - Суньер I, граф (948 — ок. 1010)

  - Париж — Гуго Великий, граф (922 — 956)
  - Пуатье — Гильом I, граф (934 — 963)
  - Рибагорса —
    - Бернат I Унифред, граф (920 — ок. 956)
    - Гильем I, граф (ок. 950 — ок. 976)

  - Руссильон — Госфред I, граф (931 — 991)
  - Руэрг — Раймунд II, граф (ок. 935 — ок. 961)
  - Серданья — Сунифред II, граф (927 — 968)
  - Труа — Гуго Черный, граф (936 — 952)
  - Тулуза — Раймунд IV, маркграф (ок. 950 — 972)
  - Фландрия — Арнульф I Великий, граф (918 — 958, 962 — 965)
  - Шалон — Жильбер, граф (924 — 956)
- Ирландия — Конгалах Кногба, верховный король (944 — 956)
  - Айлех — Домналл Уа Нейлл, король (943 — 980)
  - Дублин — Готфрид II, король (948 — 951)
  - Коннахт — Тадг II, король (925 — 956)
  - Лейнстер — Туатал II, король (947 — 958)
  - Миде — 
    - Аэд мак Маэл Руанайд, король (950 — 951)
    - Домналл мак Доннхада, король (951 — 952)

  - Мунстер — Келлахан Кашиль, король (944 — 954)
  - Ольстер — Ардгал мак Матудан, король (950 — 970)
- Испания —
  - Арагон — Гарсия I Санчес, граф (943 — 970)
  - Кордовский халифат — Абд ар-Рахман III, халиф (929 — 961)
  - Леон — 
    - Рамиро II, король (931 — 951)
    - Ордоньо III, король (951 — 956)
    - Кастилия — Фернан Гонсалес, граф (931 — 944, 945 — 970)

  - Наварра — Гарсия I Санчес, король (931 — 970)
- Италийское королевство — Беренгар II Иврейский, король Италии (950 — 964)
  - Иврейская марка — Беренгар, маркграф (924 — 964)
  - Сполето — Бонифаций II, герцог (946 — 953)
  - Тосканская марка — Уберто, маркграф (936 — 962)
- Италия —
  - Беневенто и Капуя —
    - Ландульф II, князь (940 — 961)
    - Пандульф I Железная Голова, князь (943 — 981)

  - Гаэта — Доцибил II, герцог[англ.] (933 — 954)
  - Неаполь — Иоанн III, герцог (928 — 968)
  - Салерно — Гизульф I, князь (946 — 977)
- Киевская Русь (Древнерусское государство) — 
  - Ольга, великая княгиня Киевская (945 — 962)
  - Святослав Игоревич, великий князь Киевский, князь Новгородский (945 — 972)
- Критский эмират — Абд аль-Азиз, эмир (949 — 961)
- Норвегия — Хокон I Добрый, король (935 — 961)
- Папская область — Агапит II, папа римский (946 — 955)
- Португалия — Гонсало I Менендес, граф (ок. 950 — 997)
- Сицилийский эмират — Хасан аль-Кальби, эмир (948 — 953)
- Уэльс —
  - Гвент — Морган ап Оуэн, король (942 — 955)
  - Гвинед — 
    - Иаго ап Идвал, король (950 — 979)
    - Иейав ап Идвал, король (950 — 969)

  - Гливисинг — Морган ап Оуэн, король (930 — 974)
  - Дехейбарт — 
    - Родри ап Хивел, король (950 — 953)
    - Эдвин ап Хивел, король (950 — 954)
    - Оуэн ап Хивел, король (950 — 987)
- Хазарский каганат — Иосиф, бек (ок. 940 — ок. 965)
- Хорватия — Михайло Крешимир II, король (949 — 969)
- Шотландия (Альба) — Малькольм I, король (943 — 954)

- Оттон I Великий 
 937-973 
 Король Восточно-Франкского королевства
- Людовик IV Заморский 
 936-954 
 Король Западно-Франкского королевства
- Константин VII Багрянородный 
 945-959 
 Император Византии
- Эдред 
 946-955 
 Король Англии
- Рамиро II 
 931-951 
 Король Леона
- Ольга 
 945-962 
 Великая княгиня Киевская
- Малкольм I 
 943-954 
 Король Шотландии
- Мураками 
 946-967 
 Император Японии
- Горм Старый 
 948-958 
 Король Дании
- Генрих I 
 947-955 
 Герцог Баварский
- Арнульф I Великий 
 918-965 
 Граф Фландрский
- Болеслав I Грозный 
 935-967 
 Князь Чехии
- Файс 
 947-955 
 Князь Венгрии
- Дирк II  
 939-988 
 Граф Голландии
- Ричард I Бесстрашный 
 942-996 
 Герцог Нормандии
- Боррель II 
 947-992 
 Граф Барселоны
- Пьетро III Кандиано 
 942-959 
 Дож Венеции
- Агапит II 
 946-955 
 Папа римский